# 난 어지러워요
〈난 어지러워요〉은 대한민국의 가수 임병수의 노래이다. 1986년 임병수 3집 《난 어지러워요》에 실린 노래로 당시 그 해 각종 가요 차트 1위를 기록했으며 MBC 10대 가수 가요제 최고인기가요상, 최고인기가수상, KBS 가요대상에서 본상을 수상하며 인기를 얻었다.
이 노래는 현재까지 7월의 마지막 날에 대한민국에서 흔히 애창되고 있으며, 같이 후배 활동 2AM 조권 걸스데이 유라 등 같이하는 가수들이 리메이크 하기도 했다.

## 같이 보기
- 임병수